# Iastrubkí
Iastrubkí (en (ucraïnès): Яструбки) és un poble de la República Autònoma de Crimea a Ucraïna, que el 2014 tenia 254 habitants. Pertany al districte de Nijnegorski. Fins al 1948 la vila es deia Djalaïr.